# Cámara de faltas
«Cámara de faltas» es una canción grabada e interpretada por la banda mexicana de rock contemporáneo Enjambre. La canción fue escrita por el vocalista de la banda Luis Humberto Navejas y producida por el tecladista y productor Julián Navejas.
Fue lanzada a través de la discográfica EMI Music México, el 26 de noviembre de 2012 como el segundo sencillo de su cuarto álbum de estudio Los huéspedes del orbe. Ha logrado obtener más de 35 millones de reproducciones en Spotify. Fue versionada al género de bolero y danzón para el álbum Noches de salón.

## Video musical
El vídeo musical oficial de «Cámara de faltas» fue lanzado en agosto de 2012 en la plataforma digital YouTube. El videoclip ha recibido más de 24 millones de vistas desde su publicación. Mientras que la versión de Noches de salón grabado en el Salón Los Ángeles ha alcanzado más de 1 millón de visualizaciones.

## Lista de canciones

### Descarga digital
| Cámara de faltas — Sencillo |                    |          |  |
| N.º                         | Título             | Duración |  |
| 1.                          | «Cámara de faltas» | 3:43     |  |